# Nipponosialis
Nipponosialis  (лат.) — род вислокрылок из отряда большекрылых насекомых (Megaloptera).

## Описание
Тело и крылья чёрные. Переднеспикнка слегка поперечная (немного шире своей длины). Крылья покрыты многочисленными волосками. В Палеарктике 3 вида: Россия, Япония (также указывался Китай и Тайвань). На Дальнем Востоке России 1 вид.

## Систематика
Список видов:
- Семейство Sialidae
  - Род Nipponosialis Kuwayama, 1962
    - Вид Nipponosialis amamiensis Kuwayama, 1964 — Япония (иногда рассматривается как синоним вида Nipponosialis kumejimae)[4]
    - Вид Nipponosialis jezoensis (Okamoto, 1910) — Курильские острова (Кунашир), Япония
      - Подвид Nipponosialis jezoensis jezoensis (Okamoto, 1910)
      - Подвид Nipponosialis jezoensis kuwayamai Hayashi & Suda, 1995

    - Вид Nipponosialis kumejimae (Okamoto, 1910)